# Altri abusi
Altri abusi è un libro di viaggi dello scrittore Aldo Busi pubblicato nel 1989.

## Trama
Nella seconda metà degli anni '80 Busi collabora con una serie di riviste per le quali scrive vari reportages di viaggio. In questo volume gli articoli vengono raccolti e collegati tra loro grazie a una serie di inframezzi aggiuntivi sulla vita quotidiana in Italia dell'autore, che fanno da cornice e armonizzano il racconto dei vari viaggi.

## Edizioni
- Aldo Busi, Altri abusi (Viaggi, sonnambulismi e giri dell'oca), Milano, Leonardo, 1989.
- Aldo Busi, Altri abusi (Viaggi, sonnambulismi e giri dell'oca), Milano, Mondadori, 1994, ISBN 9788835510253.